# Partia Demokratyczna (Korea Południowa)

Logo Sojuszu Nowych Polityków dla Demokracji w latach 2014–2015.

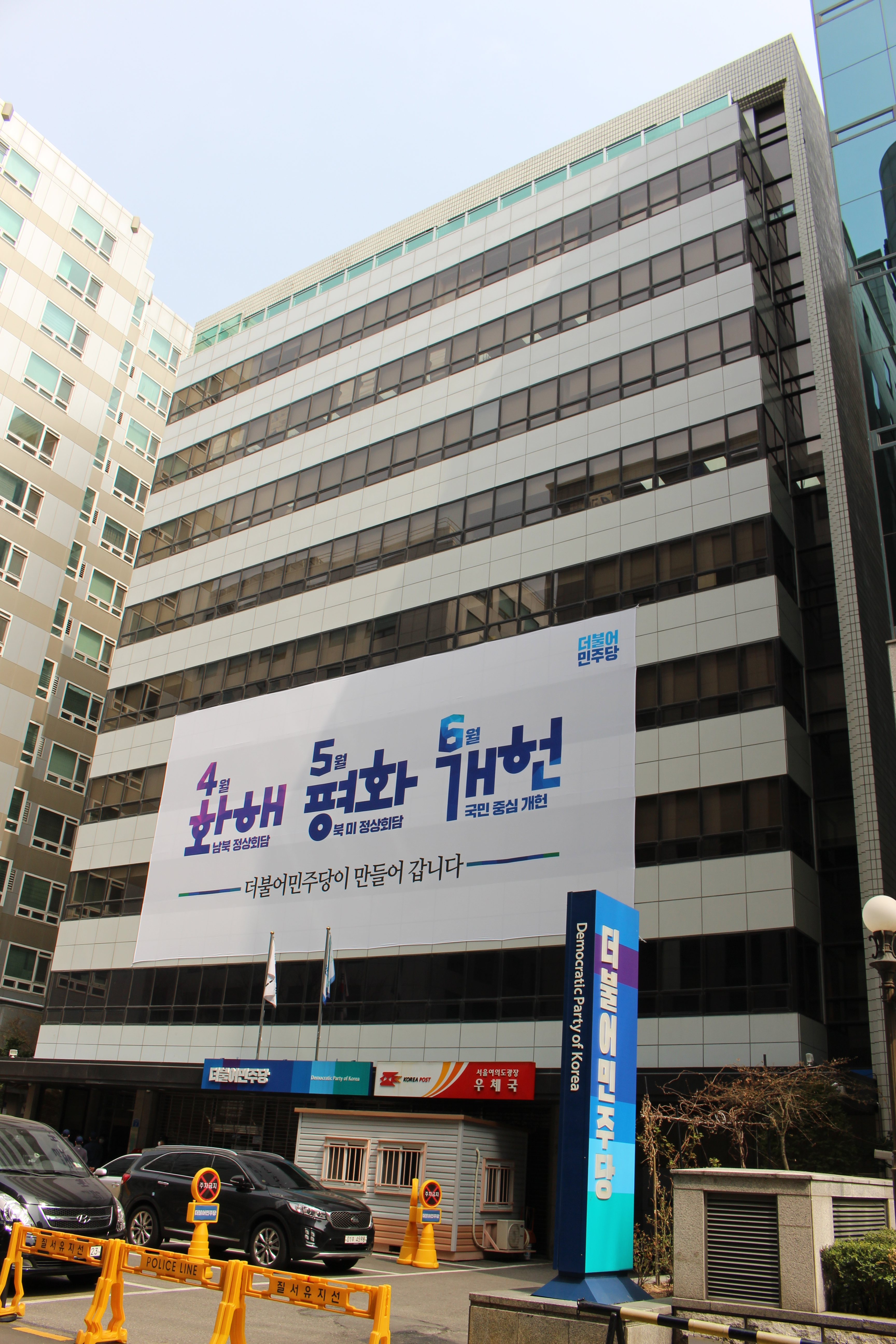
Siedziba partii w Seulu.

Partia Demokratyczna Korei (kor. 더불어민주당, Deobureominjudang, skr. Minjoo, znana jako "Minjudang" 민주당) – centrowa, liberalna partia polityczna działająca w Korei Południowej.
Prezydentem Korei Południowej z ramienia partii był w latach 2017–2022 Mun Jae-in, a od 2025 roku jest nim Lee Jae-myung.

## Historia
Założona w sierpniu 1955. Od 26 marca 2014 do 27 grudnia 2015 działała pod nazwą Sojusz Nowych Polityków dla Demokracji (새정치민주연합; Saejeongchi Minju Yeonhap). Partia osiągnęła słaby wynik w wyborach uzupełniających w 2014 i dwaj liderzy, Ahn Cheol-soo i Kim Han-gil, zrezygnowali ze stanowiska.
7 lutego 2015, na konwencji partyjnej, nowym przewodniczącym został Mun Jae-in. Wtedy zaczął się konflikt wewnątrzpartyjny między frakcją Muna i Ahna, przez co notowania partii w sondażach spadły z 40% do 30%. 29 października Ahn odrzucił propozycję stanowiska współprzewodniczącego partii, następnie przedstawiając Munowi ultimatum. Mun jednak odrzucił je, i Ahn odszedł z partii, zakładając Partię Ludową.
27 grudnia 2015 zmieniono nazwę na Partia Demokratyczna Korei. Mun zrezygnował z funkcji przewodniczącego partii miesiąc później, 27 stycznia 2016; na jego miejscu, ku zaskoczeniu niektórych obserwatorów, zastąpił go Kim Chong-in, konserwatywny polityk. Kim za główną przyczynę kłopotów partii uznał frakcję związaną z byłym prezydentem Rohem Moon-hyun i rozpoczął ograniczanie jej wpływów, przez m.in. partię opuścił były premier Korei, Lee Hae-chan. Kontrowersyjne działania Chong-Ina spotkały się z krytyką działaczy partyjnych. Chong-In zaoferował rezygnację w marcu 2016, jednak zdecydował zostać po prywatnej wizycie Muna Jae-ina. W wyborach parlamentarnych w 2016 partia zdobyła większość względną w Zgromadzeniu Narodowym.
Z związku z impeachmentem koreańskiej prezydent Park Geun-hye w 2017, odbyły się wybory prezydenckie, w których kandydat partii, Mun Jae-in, zdobył ponad 41% głosów, wygrywając w pierwszej turze. W 2018 partia wygrała wybory lokalne, a w wyborach parlamentarnych w 2020 zyskała absolutną większość w parlamencie.
W wyborach prezydenckich w 2022 kandydat Partii Demokratycznej Lin Je-mjung przegrał z kandydatem Partii Władzy Ludowej, Yoon Suk-yeolem.
Mimo to Yoon Suk-yeol utracił popularność i w wyborach parlamentarnych w 2024 Partia wygrała zdobywając 175 miejsc. W przyśpieszonych wyborach prezydenckich w 2025 roku prezydentem został wystawiony przez partię Lee Jae-myung.

## Program
Partia wspiera gospodarkę rynkową, przy jednoczesnym rozwijaniu państwa opiekuńczego; popiera podniesienie płacy minimalnej i zagwarantowanie opieki zdrowotnej. W kwestii sił zbrojeniowych opowiada się za wzmocnieniem współpracy koreańsko-amerykańskiej. Deklaruje silne poparcie dla denuklearyzacji Półwyspu Koreańskiego i zjednoczenie Korei Południowej z Koreą Północną.
Demokratyczna Partia Korei ma tendencje bardzo konserwatywne społecznie. Po pierwsze, Demokratyczna Partia Korei sprzeciwia się kompleksowej ustawie antydyskryminacyjnej, która prawnie gwarantuje prawa imigrantów i mniejszości seksualnych. Ponadto wpływowe osobistości z Koreańskiej Partii Demokratycznej chodzą do kościołów i wygłaszają zdecydowane oświadczenia religijne, takie jak: „Jesteśmy przeciwni homoseksualizmowi, który jest sprzeczny z Pańską opatrznością stworzenia”. Koreańska Partia Demokratyczna również jest negatywnie nastawiona do ustanowienia Urzędu Imigracyjnego, który rząd Yoon Seok-yeol i Partia Władzy Ludowej promują w celu zwiększenia imigracji. Podczas kryzysu uchodźczego w Afganistanie Partia Konserwatywna opowiadała się za przyjmowaniem uchodźców, podczas gdy Koreańska Partia Demokratyczna była przeciwna przyjmowaniu uchodźców. W kwestii aborcji Koreańska Partia Demokratyczna również odpowiedziała, że sprzeciwia się aborcji i będzie aktywnie uczestniczyć w ruchu antyaborcyjnym.

## Wyniki wyborów

### Zgromadzenie Narodowe
| Rok  | Głosy      | % głosów | Mandaty | ± (%) |
| ---- | ---------- | -------- | ------- | ----- |
| 2016 | 8 881 369  | 37,0%    | 123/300 |       |
| 2020 | 14 345 425 | 49,9%    | 180/300 | 12,9  |
| 2024 | 14 758 083 | 50,5%    | 175/300 | 0,6   |

### Wybory prezydenckie
| Rok  | Kandydat      | Głosy      | % głosów | Wynik     |
| ---- | ------------- | ---------- | -------- | --------- |
| 2017 | Mun Jae-in    | 13 423 800 | 41,1%    | Wygrana   |
| 2022 | Lin Je-mjung  | 16 147 738 | 47,3%    | Przegrana |
| 2025 | Lee Jae-myung | 17 287 513 | 49,4%    | Wygrana   |